# Дришлюк Кирило Павлович
Кири́ло Па́влович Дришлю́к (16 вересня 1999, Бориспіль, Україна) — український футболіст, півзахисник луганської «Зорі». Переможець чемпіонату світу U-20 у складі збірної України. Майстер спорту України міжнародного класу.

## Клубна кар'єра
Вихованець футбольної школи київського «Динамо».
З 2016 року — гравець кропивницької «Зірки». З початку сезону 2016/17 виступав переважно за юнацьку (10 ігор) і молодіжну (9 ігор) команди клубу. За основну команду дебютував 23 квітня 2017 року на 83-й хвилині виїзного матчу проти кам'янської «Сталі», замінивши Максима Драченка.
3 вересня 2018 року став гравцем «Олександрії».

## Збірна
У травні 2017 року викликався Олександром Петраковим у юнацьку збірну України (до 18 років).
16 червня 2019 року отримав іменний годинник від Міністерства оборони України за перемогу на молодіжному чемпіонаті світу.

## Родина
Батько — Павло Дришлюк — офіцер Повітряних сил ЗСУ, загинув 6 червня 2014 року внаслідок збиття літака Ан-30 над Слов'янськом у ході війни на сході України.

## Досягнення
У складі збірної України з футболу U-20 став переможцем Молодіжного чемпіонату світу 2019 року.

## Нагороди
- Орден «За заслуги» III ст. (2019)[8]